# Thiratoscirtus niveimanus
Thiratoscirtus niveimanus là một loài nhện trong họ Salticidae.
Loài này thuộc chi Thiratoscirtus. Thiratoscirtus niveimanus được Eugène Simon miêu tả năm 1886.